# Єрмилов Олександр Юрійович
Олександр Юрійович Єрмилов (12 листопада 1960 , Харків ) — радянський веслувальник на байдарках, триразовий чемпіон світу.

## Життєпи
Олександр Єрмилов народився у Харкові. 
Найбільшого спортивного успіху досягнув на початку 80-их років, коли тричі поспіль став чемпіоном світу у байдарках-четвірках на дистанції 10000 м.
На початку 90-их імігрував до Ізраїлю, а ще пізніше переїхав у Канаду.